# Antiguo Palacio Federal
El Antiguo Palacio Federal, Palacio de Correos, o simplemente llamado Correos, es un edificio construido de 1928 a 1929, ubicado al extremo Norte de la Macroplaza, entre las calles Zuazua, Zaragoza, Washington y 5 de mayo, en la ciudad de Monterrey, Nuevo León, México. Actualmente, es sede de LABNL Lab Cultural Ciudadano. 
Es un inmueble de valor histórico y artístico, que fue la sede de distintas oficinas administrativas de la Federación, posteriormente la ocupó Correos de México, así como diferentes dependencias hasta su posterior rehabilitación en un espacio cultural de participación ciudadana, por el Consejo para la Cultura y las Artes de Nuevo León, en marzo de 2020. Fue considerado el edificio más alto de la ciudad y un ejemplo de la arquitectura posrevolucionaria en la región. Se adscribe dentro de lenguaje arquitectónico del Art déco, con influencias indigenistas. Fue construido por la empresa Fomento y Urbanización (FYUSA) y diseñado por el arquitecto Augusto Petriccioli, durante la gubernatura de Aarón Sáenz y la presidencia del Plutarco Elías Calles.

## Arquitectura
El Palacio Federal, se destaca por insertarse dentro del llamado movimiento moderno, dado que el término  Art Deco sería acuñado posteriormente. El edificio destaca por su sobriedad, monumentalidad así como su contundente geometrismo que le da una gran simetría y elegancia; cuenta con una escultura de Quetzalcóatl a los costados de las alfardas de las escaleras, lo que denota una clara tendencia indigenista. En palabras de Carlos Lupercio, la configuración general del edificio consistió en un macizo principal que constó de basamento y tres pisos con un gran vestíbulo central de tripe altura. El quinto nivel con acceso a la azotea, fue un piso transicional entre el cuerpo inferior del edificio y una torre central de cuatro pisos y mirador; su clara morfología responde a los lineamientos del Art Deco, pues destacan por sus volúmenes: una base de planta cruciforme de contundente geometrismo que alberga cuatro niveles y, a modo de torre, un paralelepípedo que se sitúa al centro de la base y que integra en su interior otros cuatro niveles.
El interior del edificio se destaca por contar con una triple altura del hall, el cual está cubierto con una bóveda de cañón decorativa, perforada a ambos lados por una sucesión de lunetos, los cuales se apuntalan sobre unos entablamentos fuertemente arquitrabados, sostenidos sobre pilastras octogonales que envuelven fuertes columnas de hierro.

### Friso escultórico
En la fachada principal del edificio, ubicada en la cara Sur del volumen principal, se encuentra un friso escultórico en altorrelieve, atribuido al artista Enrico Nessi, colocado casi hacia la finalización del inmueble. El friso tiene aproximadamente siete metros de longitud por dos y medio de altura; cuenta con diferentes motivos decorativos en alegoría a la República, el trabajo, la industria y el campo.  
En la parte central se encuentra una alegoría a la república en medio de dos pilastras, mientras que en la mano derecha empuña una espada al suelo y viste un gorro frigio, así como una corona de laurel. Al extremo izquierdo del altorrelieve se pueden apreciar tres obreros con el torso descubierto que simbolizan las diferentes industrias como principal actividad económica. Del lado derecho más próximo a la alegoría de la república, se dispone una figura femenina desnuda como representación a las artes, y otra mujer de espaldas como musa urania en alegoría a las ciencias. Por último, en la extremo derecho se aprecian tres figuras que equilibran la composición, las dos primeras evocan la agricultura mientras que la última es la clara representación de la fertilidad.

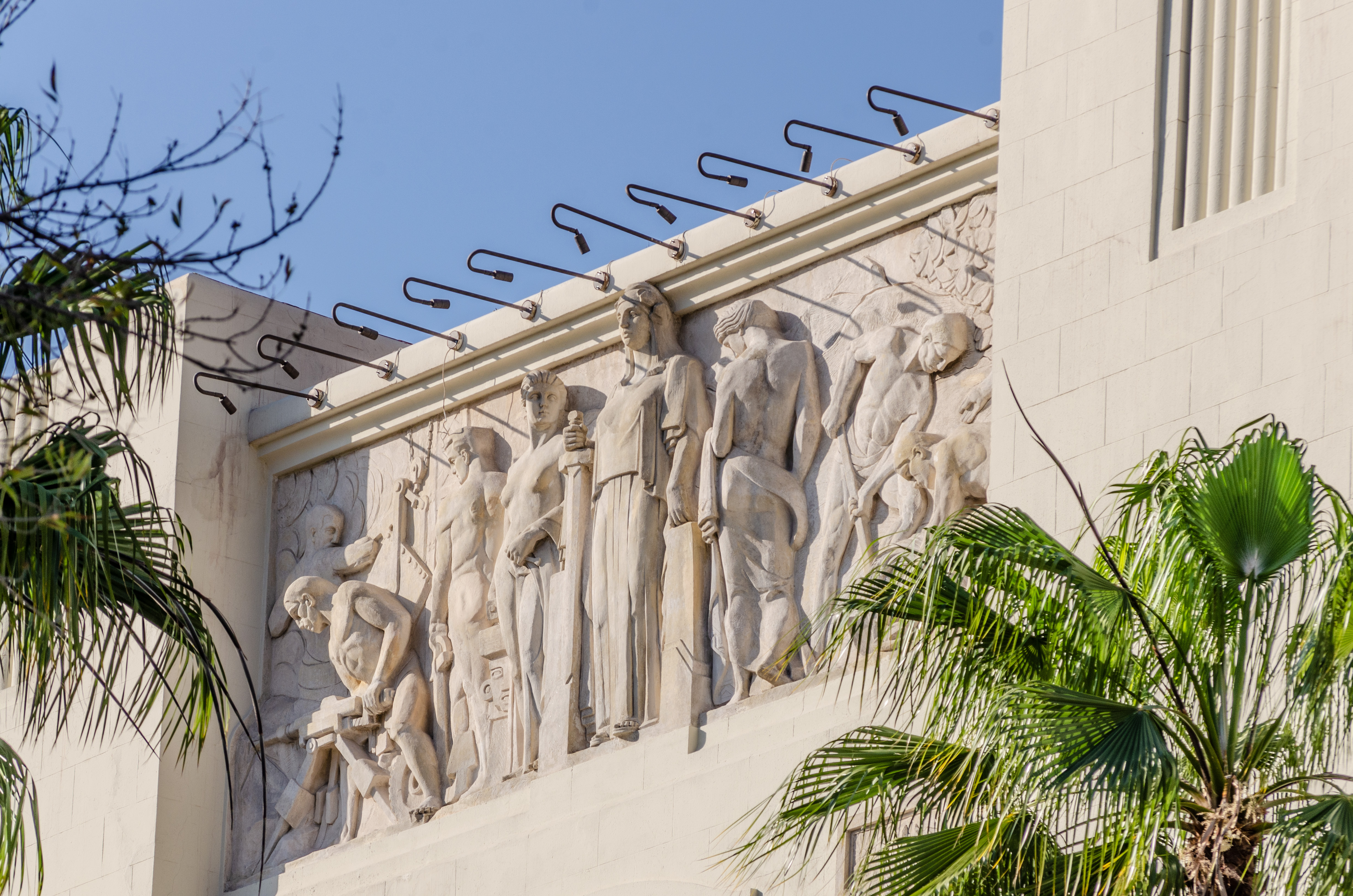
Vista general del Friso Escultórico del Antiguo Palacio Federal.

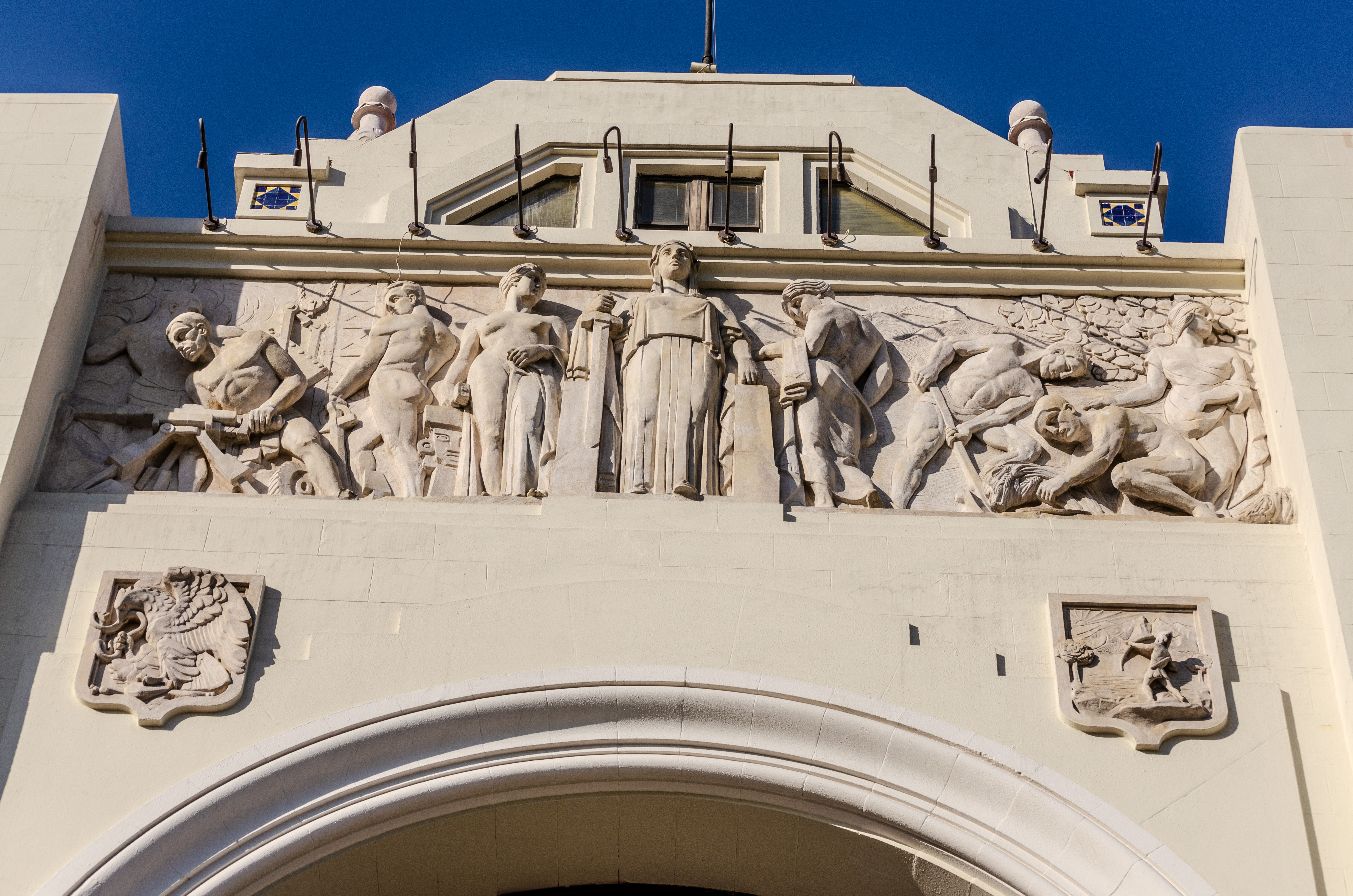
La alegoría a la República es uno de los principales motivos en el friso decorativo de la fachada principal

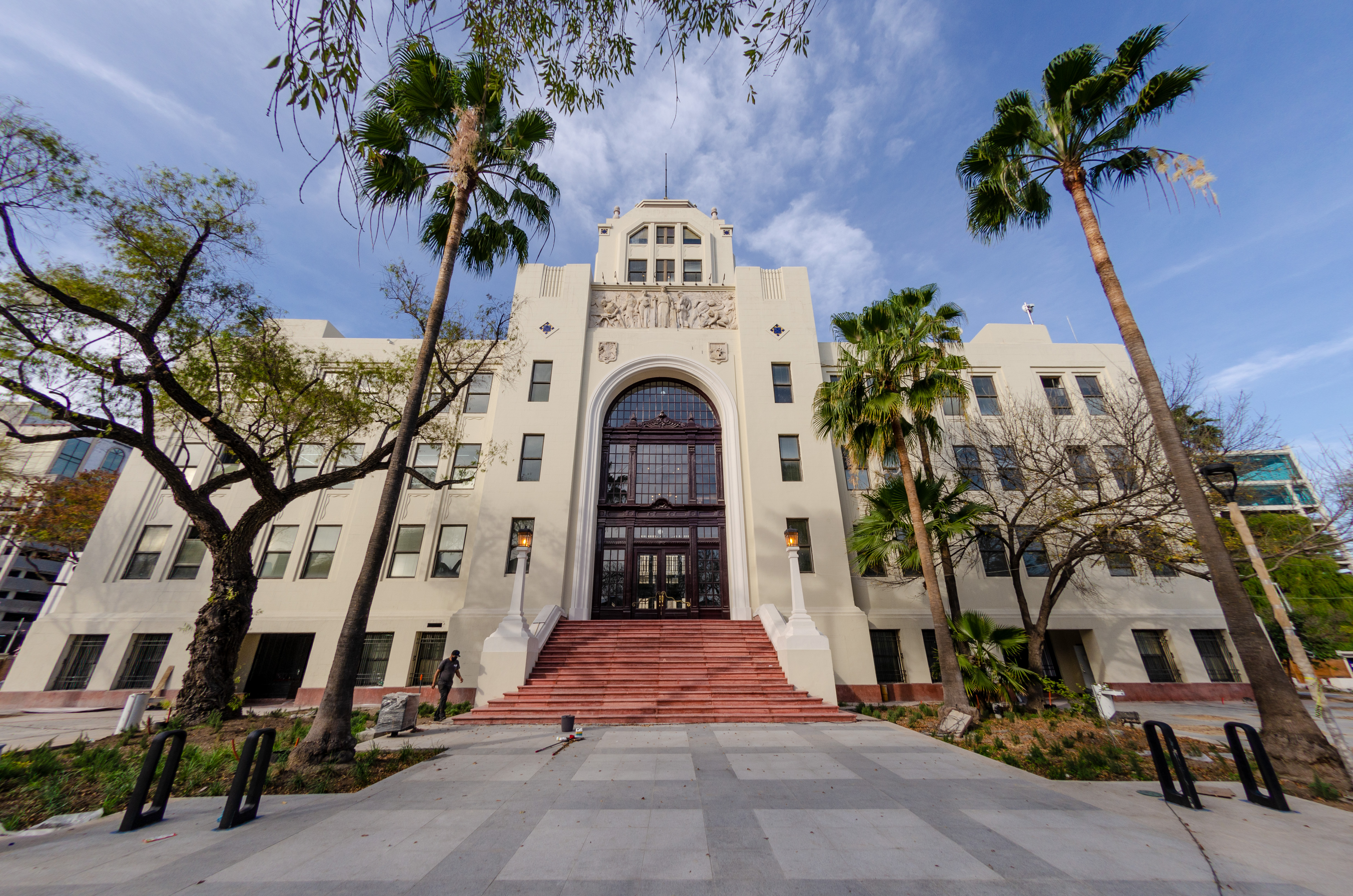
El edificio se encuentra bajo los lineamientos decorativos del Art déco

## Historia

### Planeación
La necesidad de contar con un edificio que aglomerara las diversas oficinas de la Federación, se remontaba desde la administración del gobernador Porfirio G. González hacia 1920. Los primeros preparativos comenzaron tras el estudio de las distintas dependencias que albergaría el inmueble, entre las cuales se encontraban las oficinas de Correos, Telégrafos, Hacienda, Ensaye, Verificadores de Pesas y Medidas y la Oficina de la Cuarta Zona de Irrigación, además de las secretarías de Educación, Comisión Nacional Agraria, Contraloría, Agricultura y Fomento, así como la Delegación del Departamento de Salubridad, el Juzgado de Distrito, la Agencia del Ministerio Público, el Tribunal de Circuito y una Bodega. El 27 de diciembre de 1927 la Sección Técnica de la Dirección de Bienes Nacionales, dirigida por Manuel Guerrero, informó al gobernador del estado, el Lic. Aarón Sáenz, del anteproyecto, el cual había sido elaborada por el arquitecto  Alberto Ortiz Irigoyen que consistía en adaptar el edificio del Colegio Civil.
Este proyecto no prosperó y fue trasladado a la Plaza de la República, predio ubicado detrás del Palacio de Gobierno.  El terreno le pertenecía al municipio de Monterrey y a un particular, por lo que fue necesario hacer la permuta con bienes de la Federación y de la misma constructora para esta operación. Esto consistió en la entrega de la Plaza de la República por el municipio, por lo tanto, la Federación cedió al Estado de Nuevo León dos de las seis cuadras expropiadas anteriormente para construir una plaza de armas y un cuartel militar, sobre la Calzada Madero; mientras tanto, la constructora FYUSA cedió por su parte el terreno del Ex arzobispado, el cual le fue entregado al municipio, quien anteriormente había permutado la Plaza de la República, mientras que el Estado le entregó las dos cuadras a la constructora FYUSA, para construir sus almacenes y bodegas.
El contrato de la obra fue celebrado hasta el 17 de septiembre entre la Secretaría de Comunicaciones y Obras Públicas y la constructora FYUSA, cuya inversión inicial fue de 645,000 pesos de la época;  nueve días después, fue comisionado el arquitecto Jorge de María y Campos para trasladarse a la ciudad de Monterrey, e inspeccionar la ejecución y cumplimiento de los trabajos, para los cuales redacto diversos informes, así como fotografías anexas que ilustraban los avances de la construcción.

### Construcción y Desarrollo
El emplazamiento del edificio, destacó por el uso de materiales y técnicas constructivas modernas para el momento, como la integración de la estructura de acero, realizada por la Fundidora de Fierro y Acero de Monterrey y uso del cemento portland. Para la decoración exterior, se consideraron diferentes materiales como la pasta de cemento y polvo de mármol picado al fresco y piedra artificial. La ceremonia de la colocación de la primera piedra ocurrió el 4 de octubre de 1928, en la cual se dieron cita el gobernador del estado, Aarón Sáenz; el secretario de gobernación, José Benítez; el Gerente de FYUSA, el Sr. Federico T. de la Chica; el presidente del ayuntamiento de Monterrey, el señor Jesús María Salinas y Baldomero de la Parra, ingeniero de la constructora.

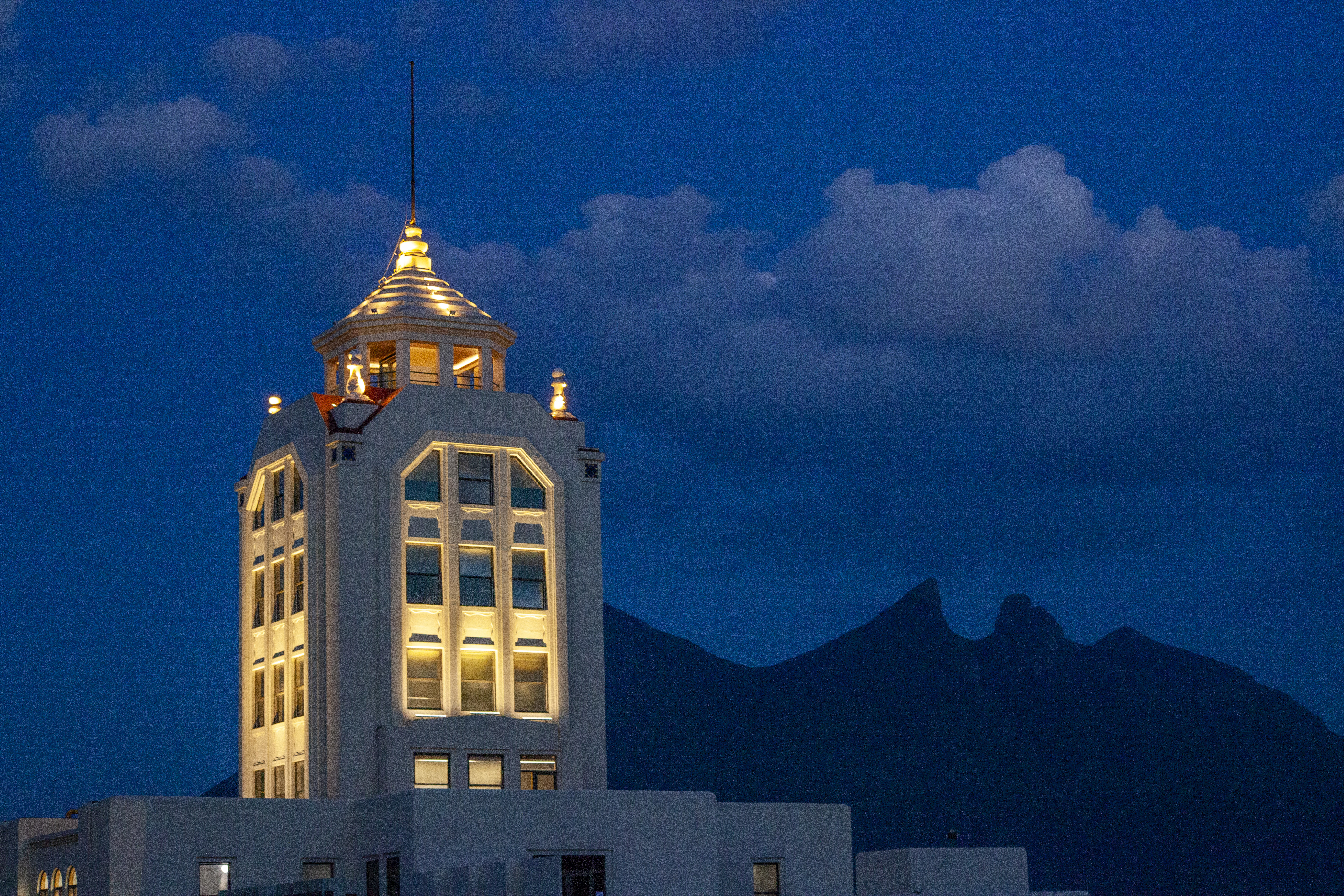
Mirador del Antiguo Palacio Federal de noche

Las labores de construcción avanzaron de manera  rápida, encabezadas por el arquitecto Manuel Muriel, siguiendo las especificaciones de Petriccioli. Originalmente estaba previsto que el edificio se terminara en seis meses, sin embargo, fue termina medio año después. A finales del año, el Arq. Campos, menciona en sus informes que los postes y cimientos estaban totalmente vaciados para el mes de diciembre, así como los muros, escaleras laterales y la estructura de acero del primer piso concluida. Para 1929, fueron terminados los muros divisorios interiores, los muros perimetrales y la estructura de acero remachada hasta el tercer piso. En marzo de ese mismo año, la construcción del edificio fue interrumpida de manera inesperada, debido al alzamiento armado del General Gonzalo Escobar tras su llegada a Monterrey, así como por el mal clima, esto ocasionó que de manera momentáneamente se detuvieran las actividades del 4 al 19 de marzo. Tras este breve lapso, los trabajos continuaron con la conclusión de la fachada de la calle Zaragoza, mientras que, en el mes de abril, quedó totalmente erigida  la estructura, además de continuar con la colocación de mampostería de muros de tabique blanco. Para mayo fue concluido el quinto piso del edificio, los muros de la torre, así como el acabado y decorado de la fachada. En verano fue finalmente terminada la torre del edificio y prosiguieron con las labores al interior del recinto para, finalmente, seguir con el revestimiento final.
Hacia los últimos meses de trabajo, se concentraron las labores en las instalaciones eléctricas, sanitarias, en trabajos de carpintería, cerrajería, mobiliario y la instalación de los elevadores de la marca Otis. Finalmente, el 11 de diciembre se hizo entrega del edificio, dándose cita en la Plaza de la República el Arq. Jorge María y Campos en representación de la Secretaría de Comunicaciones y Obras Públicas; el Arq. Manuel Muriel  por parte de FYUSA; y Luis G. Mitre, delegado Federal de la Contraloría.

## Deterioro y reconversión del espacio

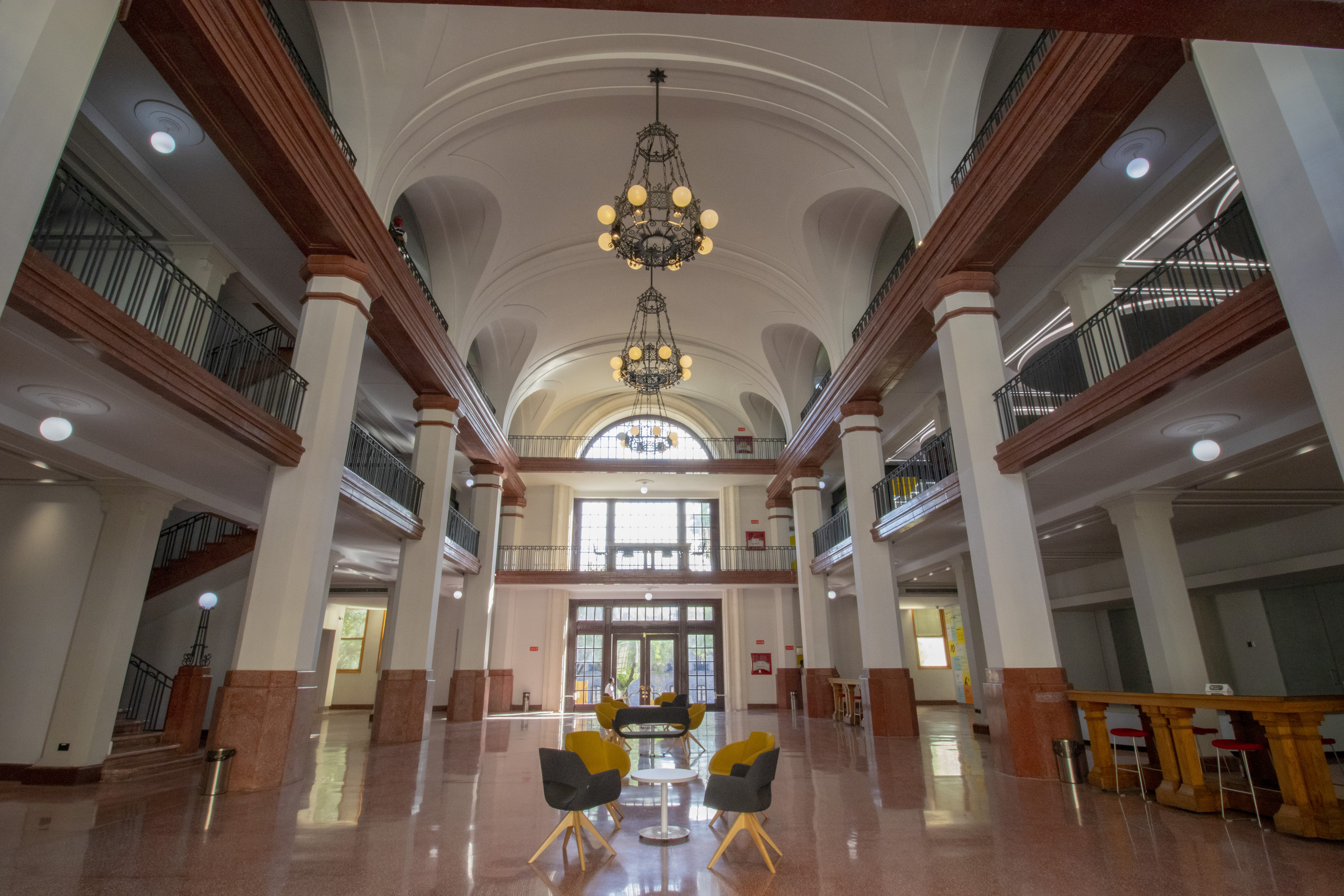
Vestíbulo de LABNL

El inmueble fue cayendo en desuso y olvido por las posteriores administraciones conforme pasaron los años, lo que tuvo como consecuencia el deterioro de su exterior y vandalismo del mismo. El espacio fue perdiendo protagonismo hasta ser ocupado por diferentes dependencias. 
Sin embargo, desde 2019 el Gobierno del Estado de Nuevo León, junto a CONARTE y la Secretaría de Infraestructura, formularon el proyecto para convertir el edificio en un espacio cultural, formando de esta manera a LABNL Lab Cultural Ciudadano con el propósito de impulsar la creatividad e innovación, además de orientarse a la resolución de conflictos y problemáticas sociales, así como desarrollar proyectos relacionados con la Ciudad, Sustentabilidad, Inclusión, Diversidad y Derechos Humanos. Para su construcción, se requirió de una inversión superior a los 80 millones de pesos, mismos que fueron destinados para la adaptación de espacios como oficinas, biblioteca, galería, salón polivalente, ocho residencias, cafetería, terrazas y mirador, además de dotarlo con laboratorios relacionados con la producción sonora, artes visuales y escénicas, tecnología, ciudad y digitales.

### Críticas y oposición
A pocos meses de su apertura no se hicieron esperar las críticas de diferentes grupos, principal de la comunidad artística de la ciudad aunado al contexto por la Pandemia del COVID-19, la carga económica y la crisis que generó; a este debe sumarse problemas arrastrados por CONARTE como el pago atrasado de varios artistas por el proyecto de Esfera Cultural de Galeana desde el 2019.
Por esta razón, el colectivo de artistas de la Asamblea de Iniciativas Culturales Independientes pidieron el desglose del presupuesto asignado al proyecto, mediante una petición ciudadana el 28 de enero de 2021. Ante la falta de una respuesta satisfactoria, el colectivo protestó en las inmediaciones Antiguo Palacio Federal, sede del LABNL, donde criticaron la inversión de más de 100 millones de pesos en plena emergencia sanitaria, además de la opacidad que presentó CONARTE y de la Secretaría de Infraestructura.